# Lathan Ransom
Lathan Ransom (Tucson, 16 luglio 2002) è un giocatore di football americano statunitense che milita nel ruolo di safety per i Carolina Panthers della National Football League (NFL).

## Carriera universitaria
Nella sua prima stagione a Ohio State nel 2020, Ransom disputò 7 partite, mettendo a segno 6 tackle. Nel 2021 giocò 13 partite, con 38 placcaggi e un sack. Nel Rose Bowl 2022 subì la frattura di una gamba. Fece ritorno dall’infortunio nella stagione 2022. Quell’anno fu uno dei dodici semifinalisti del Jim Thorpe Award. Nel 2024 vinse il campionato nazionale battendo in finale Notre Dame e fu inserito nella formazione ideale della Big Ten Conference.

## Carriera professionistica

### Carolina Panthers
Ransom fu scelto nel corso del quarto giro (122º assoluto) del Draft NFL 2025 dai Carolina Panthers. 